# Evie Richards
Evie Richards (Malvern, Worcestershire, 11 de març de 1997) és una ciclista anglesa especialitzada en el ciclocròs i el ciclisme de muntanya, més concretament en la modalitat de cross-country olímpic (XCO). Actualment, és corredora de l'euip Trek Factory Racing i és la guanyadora de la Super Cup Massi HC Banyoles d'enguany. Participa activament a les edicions de la UCI Moutain Bike World Cup XCO.

## Palmarès en ciclocròs
- 2015-2016
  -  Campiona del món sub-23 en ciclocròs
  -  Campiona del Regne Unit sub-23 en ciclocròs
- 2016-2017
  -  Campiona del Regne Unit sub-23 en ciclocròs
- 2017-2018
  -  Campiona del món sub-23 en ciclocròs